# Olympische Winterspiele 1936/Teilnehmer (Großbritannien)
Großbritannien nahm an den IV. Olympischen Winterspielen 1936 in Garmisch-Partenkirchen mit einer Delegation von 38 Athleten teil.

## Teilnehmer nach Sportarten

### Bob
Männer (Bronze im Vierer)
- James Cardno
- Guy Dugdale
- Charles Green
- Frederick McEvoy

### Eishockey
Männer (Gold)
- Alexander Archer
- Jimmy Borland
- Edgar Brenchley
- James Chappell
- Art Child (ohne Einsatz)
- John Coward
- Gordon Dailley
- Gerry Davey
- Carl Erhardt
- Jimmy Foster
- Jack Kilpatrick
- Archie Stinchcombe
- Bob Wyman

### Eiskunstlauf
Männer
- Jack Dunn
- Graham Sharp
- Freddie Tomlins
- Geoffrey Yates

Frauen
- Gweneth Butler
- Cecilia Colledge (Silber)
- Belita Jepson-Turner
- Mollie Phillips

Paare
- Violet Cliff/Leslie Cliff
- Rosemarie Stewart/Ernest Yates

### Ski alpin
Männer
- Christopher Hudson
- Peter Lunn
- James Palmer-Tomkinson
- James Riddell

Frauen
- Helen Blane
- Birnie Duthie
- Jeanette Kessler
- Evelyn Pinching

### Ski Nordisch
Langlauf
- Francis Walter

Nordische Kombination
- Percy Legard